# The Scotsman
 (novembre 2007).
Si vous disposez d'ouvrages ou d'articles de référence ou si vous connaissez des sites web de qualité traitant du thème abordé ici, merci de compléter l'article en donnant les références utiles à sa vérifiabilité et en les liant à la section « Notes et références ».
The Scotsman est un journal écossais publié à Édimbourg depuis le 25 janvier 1817.

## Histoire
Il fut fondé par Charles Maclaren (en) en tant que journal libéral, puis acheté par le millionnaire canadien Roy Thomson en 1953. Sa diffusion est estimée à 28 500 lecteurs. Il est réputé pour ses positions pro-unionistes dans le débat constitutionnel écossais.
Jusqu'en 2001, le journal avait ses bureaux dans le bâtiment de l'actuel Scotsman Hotel.